# باول زيمارمان
باول زيمارمان (بالفرنسية: Paul Zimmermann)‏ هو رياضياتي فرنسي، ولد في 13 نوفمبر 1964.

## وصلات خارجية
- الموقع الرسمي